# Андреевский двойной червонец
Андреевский двойной червонец — двойной червонец 1749 года, имеет на оборотной стороне изображение Св. Андрея Первозванного.

## История
Андреевские золотые червонцы чеканилась при Петре Великом и Императрице Елизавете Петровне. Золотые монеты при Елизавете Петровне печатались в Московском Красном печатном дворе и Санкт-Петербургском монетном дворе в Санкт-Петербургской крепости. Указом №7 от 20 июня 1742 года предполагалось выпустить  10 000 экземпляров андреевских червонцев. Указом №66 от 17 августа 1746 года предполагалось выпустить 4000 таких монет по новой технологии с новым штемпелем.
Золотая монета при Елизавете Петровне печаталась с измененным видом и повышенной пробой золота, кроме того, с 1749 по 1751 год печатались двойные червонцы повышенной пробы и двойного веса. Кроме того, указом 19 ноября 1755 года печатались пробные золотые монеты-империалы и полуимпериалы 88 пробы с надписями «Елисаветинъ золотой».
На реверсе монеты-червонце было изображено распятия апостола Андрея. Андреевские золотые червонцы чеканились двойные, половинные и четвертные.
На монете отсутствует обозначение номинала, поскольку она чеканилась по европейским монетным стандартам  и не имела точного эквивалента в русских номиналах. Ценность монеты оценивалась мерой веса золота.  Монета использовалась для обращения внутри страны.

## Аверс
В центре аверса двойного червонца 1749 года был изображен профиль императрицы Елизаветы I (Петровны). Вокруг портрета выполнен текст: Б•М•ЕЛИСАВЕТЪ•I•IМПЕРАТРИЦА•.

## Реверс
На реверсе монеты двойного червонца 1749 года изображен Андрей Первозванный в одеждах с крестом позади него, с двух сторон цифры — 17 и 49.

## Описание
Монета имеет гладкий гурт, изготовлена из золота 986 пробы. Вес металла составляет 6,94 г.